# Katherine Emmet
Katherine Emmet (13 de marzo de 1878 – 6 de junio de 1960) fue una actriz estadounidense de teatro, cine y televisión, así como directora de obras radiofónicas.

## Primeros años
Emmet nació en San Francisco, California. Su madre, Harriet H. Hubbell, era médico en esa ciudad. Se dice que su padre era descendiente de Betsy Ross. Emmet estudió en la Universidad Stanford y amplió estudios en Francia y Montecarlo.

## Carrera

### Actuación
Emmet tuvo una larga y variada carrera sobre los escenarios de Nueva York. Sus apariciones en Broadway incluyeron papeles en Matilda (1906-1907), A Woman of Impulse (1909), The Bridge (1909), The Affairs of Anatol (1912), The Ghost Breaker (1913), Help Wanted (1914), Polygamy (1914-1915), Any House (1916), The Gypsy Trail (1917-1918), A Doll's House (1918), Penrod (1918), The Marquis de Priola (1919), Moonlight and Honeysuckle (1919), The Laughing Lady (1923), The New Englander (1924), Thoroughbreds (1924), Hangman's House (1926), Paolo and Francesca (1929), Jenny (1929-1930), A Widow in Green (1931), We, the People (1933), The Children's Hour (1934-1936, y de nuevo en reposición entre 1952-1953), Ring Around Elizabeth (1941), Guest in the House (1942), y Pygmalion (1945-1946).
En el cine, Emmet interpretó papeles en Cupid's Caprice (1914, cortometraje), The Rube (1914, cortometraje), Little Miss Bountiful (1914, cortometraje), Peter's Relations (1914, cortometraje), Paying the Piper (1921, hoy perdida), Orphans of the Storm (1921), The Hole in the Wall (1929) y The Night Angel (1931). En televisión, apareció en episodios de Studio One in Hollywood (1950-1952), Campbell Summer Soundstage (1953) e Inner Sanctum (1954).

### Dirección, guion y interpretación en radio
En la radio, Emmet era conocida por adaptar, dirigir y, a veces, actuar en obras de Shakespeare para un programa semanal de la WEAF de Nueva York. "El público de hoy en día tiene una mentalidad sensacionalista", explicó en 1927, "y, nos guste o no, debemos reducir los clásicos a una longitud que puedan tolerar si queremos que les interese." También dirigió The School for Scandal, de Sheridan, para el mismo programa de radio. Más tarde formó parte del reparto de radionovelas como Our Gal Sunday (1937-1955) y Front Page Farrell (1941-1942).

### Otras actividades

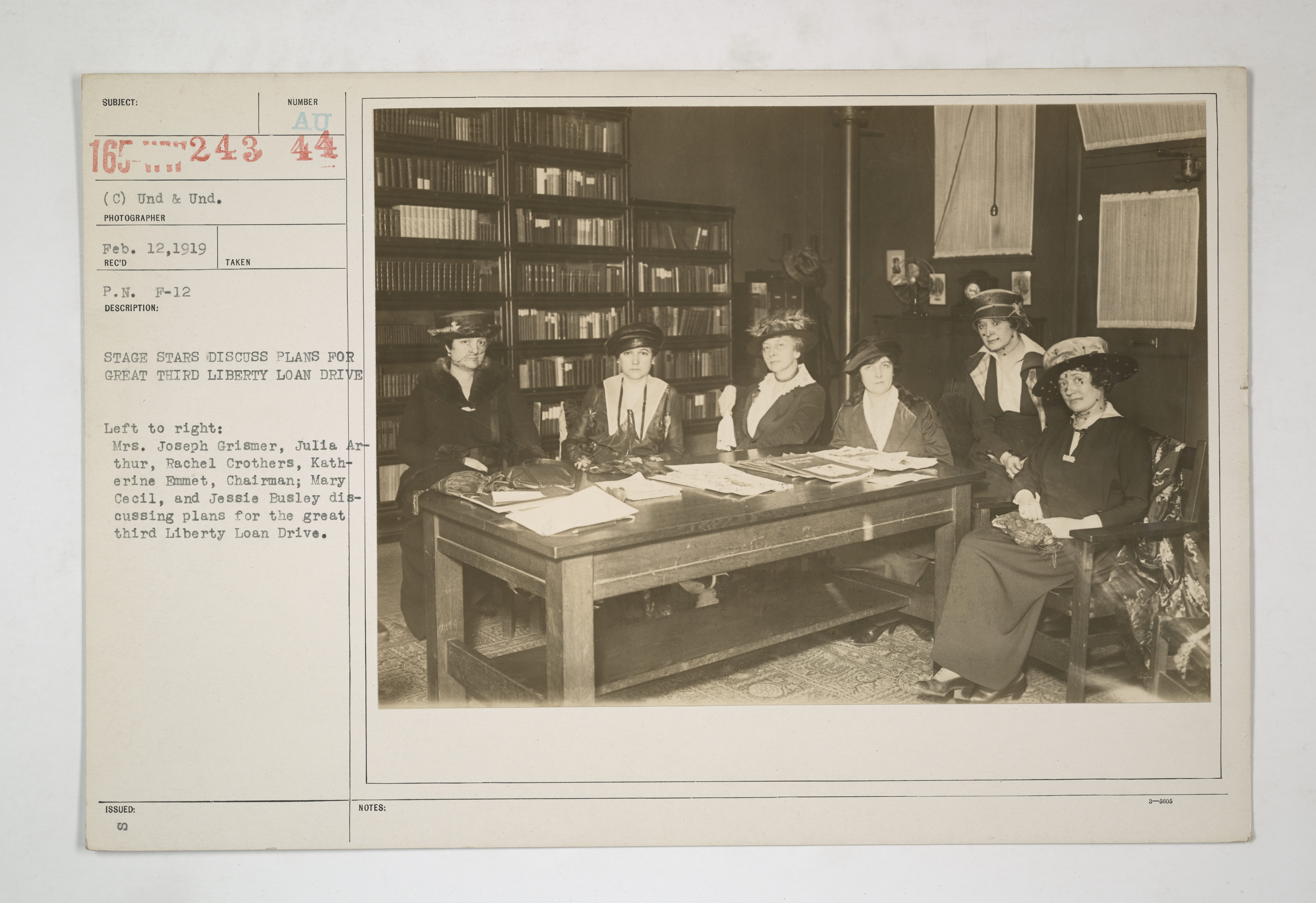
Estrellas del escenario discuten los planes para la gran tercera Liberty Loan Drive - NARA - 45493477; de izquierda a derecha, Mrs. Joseph Grismer, Julia Arthur, Rachel Crothers, Katherine Emmet, Presidenta; Mary Cecil, y Jessie Busley.

Emmet se consideraba "una buena sufragista", pero "no militante; no olvides poner la parte de no militante", le recordó a un periodista en 1913. En la década de 1910 fue propietaria de una granja lechera en el valle californiano de San Joaquín. Durante la Primera Guerra Mundial, vendió Liberty bonds y formó parte de la junta de Stage Women's War Relief. En 1928, junto con Edith Wynne Matthison, dimitió de la junta directiva del Actors' Theatre de Nueva York por una disputa contractual. Al año siguiente, testificó en la legislatura estatal contra las representaciones dominicales en los teatros neoyorquinos.

## Vida personal
"Si digo que no estoy casada", dijo Emmet en 1913 a un periodista que le preguntaba por su vida privada, "la gente se preguntará por qué soy una solterona. Así que no se lo diré." Se casó en 1914 con el artista y educador Alon Bement, uno de los primeros mentores de Georgia O'Keeffe. Enviudó en 1954 y murió en 1960, a los 82 años, en la ciudad de Nueva York.